# Intelligence Studies
Intelligence Studies ist ein interdisziplinäres Studienfach, das die Nachrichtendienste zum Gegenstand hat. Es hat sich aus dem Teilbereich Internationale Beziehungen der Politikwissenschaften entwickelt. Der englische Begriff „Intelligence“, zu dem es keine genaue deutsche Entsprechung gibt, umfasst alle Arten, sicherheitsrelevante Informationen zu sammeln, zu analysieren und zu präsentieren, um politische und militärische Entscheidungsträger zu unterstützen.
Teilgebiete der Intelligence Studies sind unter anderem Informationssammlung und -beschaffung (Intelligence Collection), Auswertung (Intelligence Analysis), Gegenspionage und Spionageabwehr (Counterintelligence), Nachrichtendienst-Geschichte (Intelligence History), Steuerung von Nachrichtendiensten (Intelligence Governance) sowie Aufsicht und Kontrolle der Nachrichtendienste.

## Intelligence Studies in Deutschland

### Center for Intelligence and Security Studies (CISS)
Das Center for Intelligence and Security Studies (CISS) ist eine interdisziplinäre, hochschulartenübergreifende Forschungsplattform. Als zentrale wissenschaftliche Einrichtung verfolgt CISS das Ziel, interdisziplinäre und interfakultäre Lehre und Forschung im Bereich Intelligence and Security Studies unter Beachtung gesetzlicher und betriebswirtschaftlicher Rahmenbedingungen ganzheitlich, integrativ und interdisziplinär zu fördern. CISS möchte zur Beratung von Politikern in Fragen der Sicherheitspolitik und zur weltweiten Vernetzung von Akteuren beitragen sowie eine gemeinsame Plattform bieten.
Forschungsgebiete sind unter anderem Krisenfrüherkennung, Spieltheorie sowie Datenschutz und -sicherheit.
Gründungsdirektoren des CISS (2017–2023) sind Uwe M. Borghoff (Director CISS UniBw M) und Jan-Hendrik Dietrich (Director CISS HS Bund). Aktuell leiten Carlo Masala und Jan-Hendrik Dietrich das CISS wissenschaftlich und vertreten es nach innen und außen.

### Master of Intelligence and Security Studies (MISS)
Der Master of Intelligence and Security Studies (MISS) ist ein universitärer Masterstudiengang für das Nachrichtendienstwesen. Er ist als konsekutiver Präsenzstudiengang mit grundsätzlich zwei Jahren Dauer und dem Erwerb von 120 ECTS-Punkten konzipiert. MISS ist als gemeinsame nachrichtendienstliche und sicherheitsbezogene Hochschulausbildung am Fachbereich Nachrichtendienste der Hochschule des Bundes für öffentliche Verwaltung (HS Bund) und an der Universität der Bundeswehr München (UniBw M) eingerichtet. Der Studienabschluss im Fachgebiet „Intelligence and Security Studies“ wird von beiden Hochschulen gemeinsam vergeben; in der Regel der akademische Grad „Master of Arts“ (M.A.) und nur in der Vertiefungsrichtung Cyber Defence der „Master of Science“ (M.Sc.). Studienorte sind Berlin (Zentrum für Nachrichtendienstliche Aus- und Fortbildung, ZNAF), München und Brühl. Neben der Arbeit bei den deutschen Nachrichtendiensten und im Militärischen Nachrichtenwesen der Bundeswehr bietet der Abschluss gute Berufsperspektiven im nationalen und internationalen Sicherheitsumfeld. Der Studiengang wurde erstmals 2019 angeboten. Den Studenten stehen zwanzig Professoren zur Verfügung. Pro Jahr gibt es 70 Studienplätze. Die beiden Direktoren des CISS sind auch die Studiengangsleiter des MISS.

#### Zugangsvoraussetzungen
Der Studiengang ist nicht allgemein zugänglich. Er richtet sich an Beschäftigte der Nachrichtendienste des Bundes (Bundesnachrichtendienst (BND), Bundesamt für Verfassungsschutz (BfV), Militärischer Abschirmdienst (MAD)), der Landesbehörden für Verfassungsschutz, der Bundeswehr in einer Verwendung des Militärischen Nachrichtenwesens (MilNW), der Mitarbeiter in Bundesministerien mit Sicherheitsbezug (Bundeskanzleramt, Bundesministerium des Innern (BMI), Auswärtiges Amt (AA), Bundesministerium der Verteidigung (BMVg)) sowie der Beschäftigten beim Ständigen Bevollmächtigten des PKGr.
Bewerber müssen bereits über einen ersten berufsqualifizierenden Studienabschluss, über ausreichende englische Sprachkenntnisse (B 2 des CEFR) und über die Befähigung zur wissenschaftlichen Arbeit verfügen.

#### BND-Stipendium
Der BND bietet ein Stipendium in Höhe von etwa 1.550 Euro monatlich für den Studiengang mit anschließender mindestens dreijähriger Übernahme als Beschäftigter im vergleichbar höheren Dienst und späterer Möglichkeit der Verbeamtung an.

#### Aufbau und Inhalte
Der Studiengang startet mit einem sechsmonatigen Propädeutikum mit den mit je 10 ECTS-Punkten bewerteten drei Modulen: Einführung in die Internationalen Beziehungen und Security Studies, Menschenrechte und Sicherheit aus normativer Perspektive und Digitalisierung. Im Propädeutikum soll an die Thematik herangeführt und eine gemeinsame Wissensbasis hergestellt werden. Es richtet sich insbesondere an die Studierenden der Bundeswehr.
Anschließend folgt das Kernstudium I mit dem einmonatigen Modul Theoretische Zugänge und Methoden der Intelligence und Security Studies (7 ECTS-Punkte) und den parallelen viermonaten Modulen Intelligence Governance, Intelligence Collection, Globale Bedrohungen und Herausforderungen sowie Intelligence und Cyber Security (je 5 ECTS-Punkte). Das Kernstudium II besteht aus den vier parallelen Modulen Kommunikation und Führung in Nachrichtendiensten, Intelligence Accountability, Intelligence Analysis und Grundlagen der Extremismusforschung mit je 5 ECTS-Punkten.
In der anschließenden viermonatigen Phase der Studienkonzentration belegen die Studenten eine von fünf Vertiefungsrichtungen, wobei die entsendenden Behörden die Wahl einschränken oder vorgeben können. Die mit je 10 ECTS-Punkten bewerteten Vertiefungsrichtungen sind Cyber Defence (mit den Modulen Cyber Defence I und II in München), Nachrichtendienste und öffentliche Sicherheit (Verfassungsschutz in der wehrhaften Demokratie und Politischer Extremismus in Brühl), Terrorismusbekämpfung (Advanced Intelligence und Terrorismusforschung in Berlin), Regionale Sicherheit (Regionale Sicherheit I, II und III in Berlin) sowie Intelligence Cooperation (Akteure und Praktiken der nachrichtendienstlichen Kooperation im 21. Jahrhundert sowie Geschichte der nachrichtendienstlichen Kooperation seit 1945).
Die letzten fünf Monate des Studiums sind für die Anfertigung der der 25 ECTS-Punkten bewerteten Masterarbeit vorgesehen, die ca. 100 Seiten bzw. 25.000 Wörter umfassen soll.

#### Beirat
Für den Studiengang MISS ist ein Beirat eingerichtet. Dieser besteht aus den Präsidentinnen der Universität der Bundeswehr München, Eva-Maria Kern, und der Hochschule des Bundes für öffentliche Verwaltung, Sabine Leppek, dem Beauftragten für die Nachrichtendienste des Bundes, Bundesminister Thorsten Frei, den Präsidenten vom Bundesnachrichtendienst, Bruno Kahl, des Bundesamtes für Verfassungsschutz, Sinan Selen (in Vertretung), und des Bundesamtes für den Militärischen Abschirmdienst, Martina Rosenberg, jeweils einem Vertreter des Bundeskanzleramtes und der Bundesministerien des Innern und der Verteidigung und externen Beratern.
Vorsitz führt Klaus Ferdinand Gärditz von der Rheinischen Friedrich-Wilhelms-Universität Bonn. Stellvertreter ist der Unterabteilungsleiter Militärstrategie, Einsatz und Operationen I (Militärisches Nachrichtenwesen) im BMVg, Brigadegeneral Oliver Prost. 
Externe Berater sind Sönke Neitzel (Universität Potsdam), Philippe Hayez (Institut d’études politiques de Paris), Suzanne Raine (King’s College London) und Nicole Deitelhoff (Johann Wolfgang Goethe-Universität Frankfurt am Main/Peace Research Institute Frankfurt – Leibniz-Institut für Friedens- und Konfliktforschung).

## Internationale Studiengänge
Im Ausland existieren spezielle nachrichtendienstliche Studiengänge, zum Beispiel:
- Bachelor
  - Bachelor in Intelligence, National Intelligence University (USA)
  - Undergraduate Minor in Intelligence and International Security, University of Mississippi (USA)
  - Undergraduate Major in Intelligence Studies, Mercyhurst University (USA)
- Master
  - MA in Security and Intelligence Studies an der University of Buckingham (UK)[6]
  - MA in Intelligence and Security Studies am Military College of South Carolina (USA)[7]
  - Erasmus Mundus International Master in Security, Intelligence & Strategic Studies an der Universität Glasgow (UK)[8]
  - MA in International Affairs with Intelligence Specialization, Carleton University (Kanada)
  - MA in Intelligence and International Security, King’s College London (UK)
  - MA in Intelligence and Strategic Studies, Aberystwyth University (UK)
  - MA in Intelligence and Security Studies, Brunel University (UK)
  - MSc in Applied Intelligence, Mercyhurst University (USA)
  - MA in Strategic Intelligence, Institute of World Politics (USA)
  - MA in Security Studies with Intelligence Concentration, Georgetown University (USA)
  - MA in Counter-Terrorism, CVE & Intelligence, Universität für Weiterbildung Krems (AT)[9]
- Postgraduales Studium
  - MSc in Strategic Intelligence, National Intelligence University (USA)
  - MSc in Strategic Technology Intelligence, National Intelligence University (USA)
  - Intelligence and Security Studies an der University of Salford in Manchester (UK)[10]

## Wissenschaftliche Zeitschriften
Mit der Disziplin der Intelligence Studies beschäftigen sich wissenschaftliche Fachzeitschriften, zum Beispiel:
- Journal for Intelligence, Propaganda and Security Studies[11]
- Journal of Intelligence History[12]
- International Journal of Intelligence and Counterintelligence[13]
- Intelligence and National Security[14]
- Journal of European and American Intelligence Studies[15]